# Hapigia millsi
Hapigia millsi är en fjärilsart som beskrevs av William Schaus 1928. Hapigia millsi ingår i släktet Hapigia och familjen tandspinnare. Inga underarter finns listade i Catalogue of Life.